# Gendarmerie nationale (Algérie)
Pour les autres articles nationaux ou selon les autres juridictions, voir Gendarmerie.
La gendarmerie nationale (en arabe : الدرك الوطني) est le corps de gendarmerie nationale de la République algérienne démocratique et populaire. 
Elle est placée sous la tutelle du ministère de la Défense nationale. En 2023, elle est composée d'environ 140 000 hommes. Les gendarmes sont habituellement chargés de la sécurité dans les zones rurales et les zones périurbaines. Son commandant, désigné par le président de la République algérienne, est le général Sid Ahmed Bourommana depuis avril 2025. Le siège de la Gendarmerie nationale est basé à Chéraga dans la wilaya d'Alger. 

## Histoire
La Gendarmerie nationale a été créée au lendemain de l'indépendance du pays, le 23 août 1962 par une ordonnance signée par Abderrahmane Farès. Le premier commandant est le colonel Ahmed Bencherif de 1962 à 1977. Partie intégrante de l'Armée nationale populaire, la Gendarmerie nationale est compétente sur l'ensemble du territoire de l’Algérie. Ses missions sont le maintien de l'ordre public et l'exécution des lois du gouvernement.
En 1991, lors du putsch des généraux janviéristes, la Gendarmerie nationale est mise à contribution pour les opérations de ratissage contre les maquis islamistes constitués et leurs sympathisants. Opérant principalement dans les campagnes, fief des maquis, ils seront victimes des nombreuses attaques armées et des attentats à la bombe contre les forces de sécurité. Les effectifs de la gendarmerie seront massivement renforcés au cours de la décennie noire.[réf. nécessaire]
En 1995, 90 000 gendarmes seront mobilisés pour combattre les groupes armés présents sur le territoire algérien.[réf. nécessaire]
À la suite de la mort par balles de Massinissa Guermah le 18 avril 2001, un jeune lycéen âgé de 18 ans, dans les locaux de la gendarmerie de Beni Douala, débute le Printemps noir en Kabylie. La répression des manifestations par la Gendarmerie nationale et la Compagnie nationale de sécurité (CNS) provoque 126 morts et plus de 5 000 blessés.
En juin 2009, Al-Qaïda au Maghreb islamique revendique la mort d'au moins 18 gendarmes dans l'attaque d'un convoi près de Bordj Bou Arreridj,. En Janvier 2011, 10 personnes sont condamnées pour cet assassinat.

## Organisation

### Commandement
La Gendarmerie nationale est intégrée à l'Armée nationale populaire (ANP), elle est placée sous l’autorité du ministre de la Défense nationale. Le « Commandant de la Gendarmerie nationale » est désigné par un décret du président de la République algérienne.
| Années      | Commandement depuis 1962                  |
| ----------- | ----------------------------------------- |
| 1962 - 1977 | Colonel Ahmed Bencherif                   |
| 1977 - 1986 | Général Mustapha Cheloufi                 |
| 1986 - 1987 | Général Zine El Abidine Hachichi          |
| 1987 - 1997 | Général de corps d'armée Benabbès Gheziel |
| 1997 - 2000 | Général major Tayeb Derradji              |
| 2000 - 2015 | Général de corps d'armée Ahmed Boustila   |
| 2015 - 2018 | Général major Menad Nouba.                |
| 2018 - 2019 | Général Ghali Belkecir                    |
| 2019 - 2020 | Général major Abderrahmane Arar.          |
| 2020 - 2021 | Général major Nouredine Gouasmia,.        |
| 2021 - 2025 | Général Yahia Ali Oulhadj.                |
| Depuis 2025 | Général Sid Ahmed Bourommana,.            |

### Grades et formations
Les grades de général et général-major sont créés uniquement à partir d'octobre 1984. En effet pour conserver l'image d'une armée révolutionnaire, l'ANP s'est refusée jusque-là à les créer.
La gendarmerie algérienne comprend trois corps, à savoir (données de 2023) ;  5% d'officiers , 54% pour les sous-officiers et 40 % pour les gendarmes. Le reste des effectifs comprend des civils et des appelés du contingent. 
Les officiers reçoivent une formation de 3 ans, les sous-officiers pendant 2 ans. Les gendarmes auxiliaires sont des engagés pour une durée maximale de 20 ans.
La gendarmerie possède plusieurs écoles de formation parmi lesquelles :
- l'École des sous-officiers de Sétif ;
- l'École des sous-officiers de Sidi Bel Abbès ;
- l'École des sous-officiers de Miliana ;
- l'École de police judiciaire de la gendarmerie nationale de Zéralda[16].

### Effectifs
Lors de sa création en 1962, les effectifs sont de 3 000 hommes puis de 10 500 hommes en 1987. La Gendarmerie nationale algérienne se féminise à partir de 2004. 
En 2023, la Gendarmerie nationale compte 140 000 militaires, hommes et femmes. À l'occasion de la journée de la femme en mars 2024, Yahia Ali Oulhadj, commandant de la Gendarmerie nationale, met en avant le rôle des femmes algériennes au sein de la GN où elles sont plus de 3 000 .
En 2024-2025, la Gendarmerie nationale recrute. Pour candidater, il faut être de nationalité algérienne, avoir une bonne santé, être célibataire et détenir un casier judiciaire vierge. Il faut avoir entre 18 et 22 ans et mesurer au minimum 1,7 m.

### Composition
La gendarmerie nationale est organisée en six commandements régionaux, conformément au découpage militaire de l'ANP. Au niveau local on trouve 58 groupements territoriaux sont placés au niveau de la wilaya, 234 compagnies territoriales situées au niveau de la daïra et enfin 1364 brigades territoriales implantées au niveau de la commune 

#### Détachement spécial d'intervention
Le Détachement spécial d'intervention (DSI), est une unité d'intervention d'élite de la gendarmerie nationale, ses principales mission la neutralisation de terroristes et criminels, libération d'otage, sécurisation de convoi spécial et l'escorte de personnalités. Le DSI dispose d'hélicoptères et possède de nombreux équipements spécialisés. Ce groupe a participé à la neutralisation des preneurs d'otages sur le site gazier de Tiguentourine près de In Amenas en janvier 2013.

#### Institut national de criminalistique et de criminologie (INCC)
L'Institut national de la criminologie et de la criminalistique (INCC), créé en 2004 et situé à Bouchaoui près d'Alger, a pour mission également d'assurer une assistance scientifique aux investigations complexes, participer aux études et analyses relatives à la prévention et à la réduction de toute forme de criminalité. Il est chargé aussi de participer en qualité d'organisme prestataire d'examens et d'expertises dans le domaine de la criminologie, à la définition d'une meilleure politique de lutte contre la criminalité. L'INCC est accrédité par l'organisation pour l'interdiction des armes chimiques depuis 2024,.

## Galerie de photographies

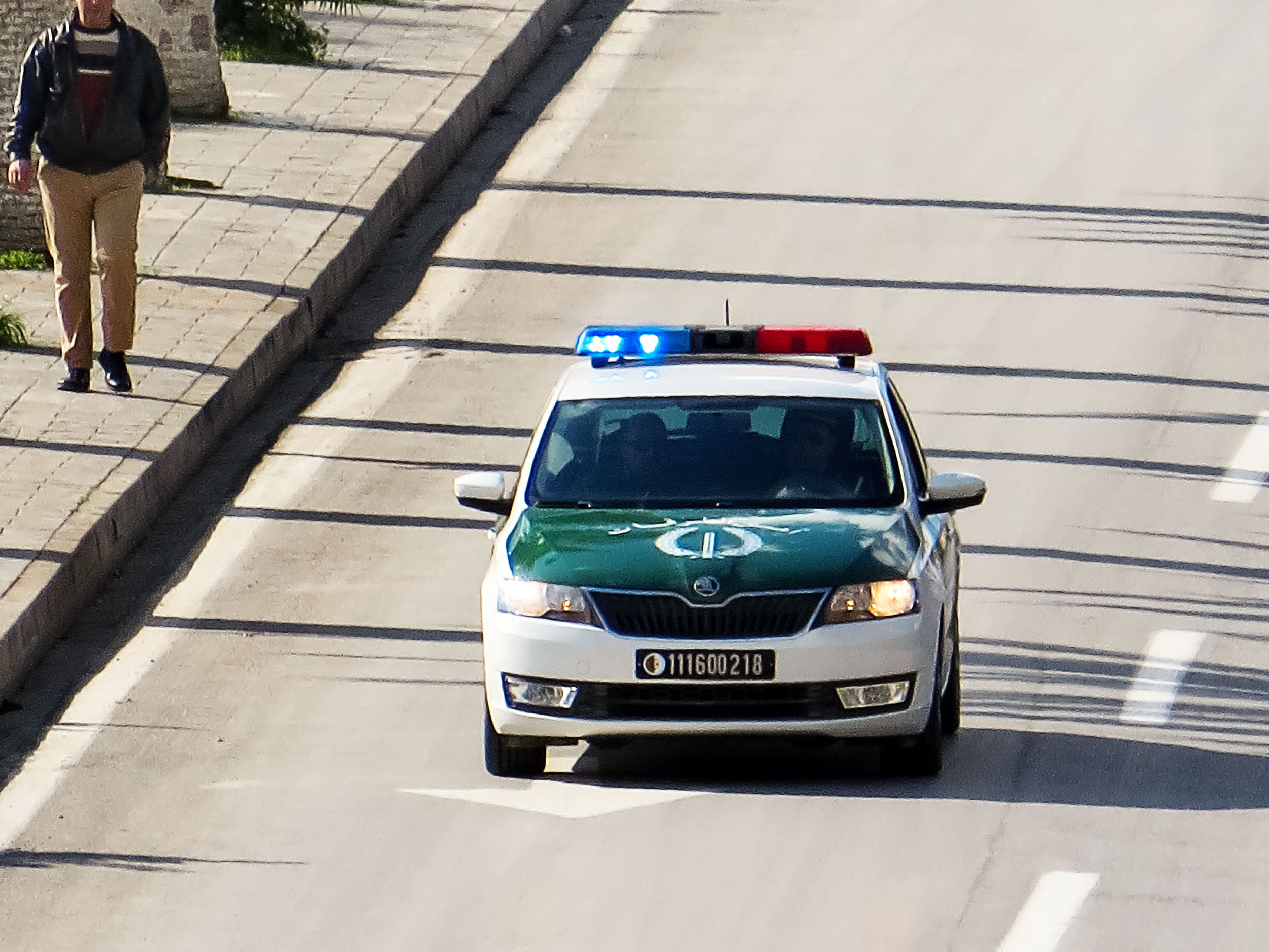
Skoda Rapid
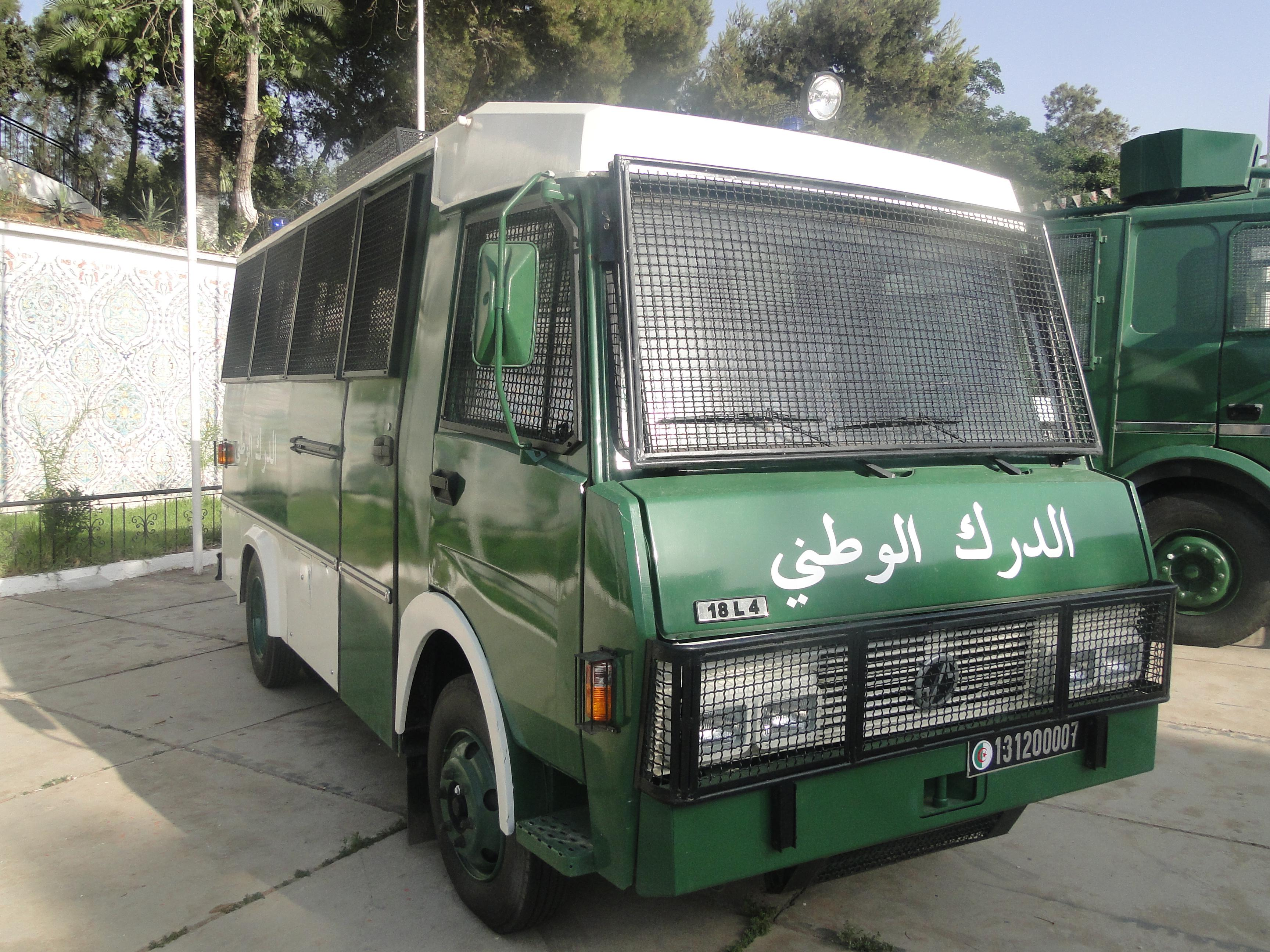
Véhicule SNVI de fabrication algérienne
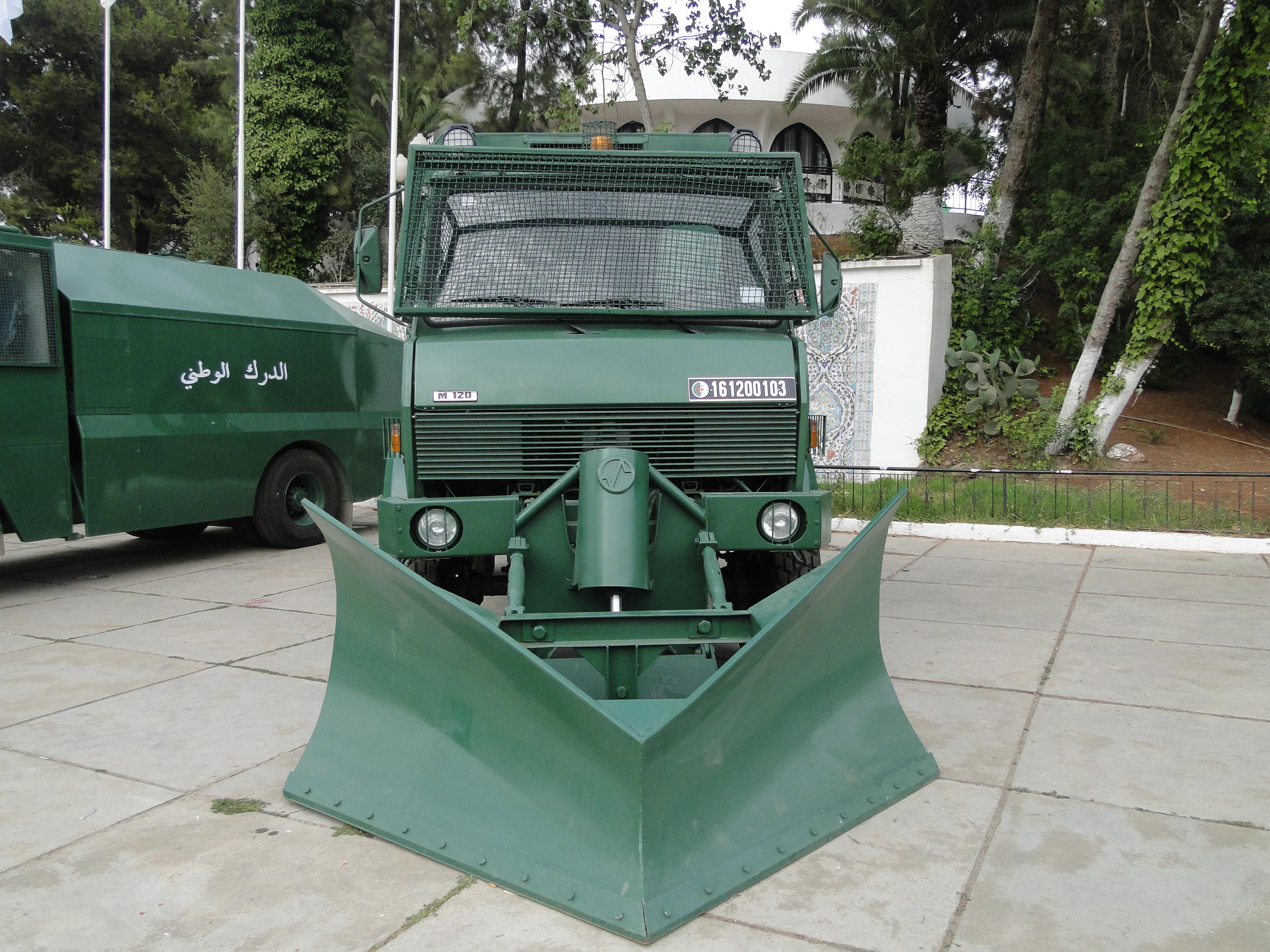
Véhicule SNVI pour le maintien d'ordre